# Denis Eduardowitsch Airapetjan
Denis Eduardowitsch Airapetjan (russisch Денис Эдуардович Айрапетян; englisch Denis Ayrapetyan; * 17. Januar 1997 in Pensa) ist ein russisch-usbekischer Shorttracker.

## Werdegang
Airapetjan hatte seinen ersten internationalen Erfolg bei den Olympischen Jugend-Winterspielen 2012 in Innsbruck. Dort holte er die Bronzemedaille mit der Staffel und kam im Lauf über 500 m auf den sechsten Platz. Im Weltcup startete er erstmals im Dezember 2014 in Shanghai und belegte dabei den 21. Platz über 1000 m und den 18. Rang über 500 m. Bei den Juniorenweltmeisterschaften 2016 in Sofia gewann er die Bronzemedaille mit der Staffel. Im folgenden Jahr erreichte er in Minsk mit dem zweiten Platz mit der Staffel seine erste Podestplatzierung im Weltcup und gewann bei den Europameisterschaften in Turin die Silbermedaille mit der Staffel. Im Februar 2017 kam er in Dresden mit dem sechsten Platz über 1500 m erstmals unter die ersten Zehn im Weltcupeinzel. In der Saison 2017/18 gewann er erneut die Silbermedaille bei den Europameisterschaften 2018 in Dresden und errang bei den Weltmeisterschaften 2018 in Montreal den 32. Platz im Mehrkampf und den siebten Platz mit der Staffel. In der Saison 2018/19 siegte er in Turin mit der Staffel und kam zudem in Salt Lake City jeweils auf den dritten Platz mit der Staffel und über 1000 m. Bei den Europameisterschaften 2019 in Dordrecht gewann mit der Staffel und über 1000 m jeweils die Bronzemedaille. In der folgenden Saison lief er mit der Staffel jeweils zweimal auf den zweiten und dritten Platz. Zudem errang er mit vier Top-Zehn-Platzierungen den neunten Platz im Weltcup über 1500 m. Bei den Europameisterschaften 2020 in Debrecen holte er die Goldmedaille mit der Staffel.
Im Oktober 2024 wurde bekannt, dass Airapetjan zum usbekischen Verband gewechselt war. Grund hierfür ist die Sperre des russischen Verbands nach dem russischen Überfall auf die Ukraine. Obwohl eine zweijährige Sperrfrist für internationale Teilnehmen aufliegt, schien Airapetjan im Januar 2025 als Teil des usbekischen Aufgebot für die Winter-Asienspiele 2025 in Harbin auf.

## Weltcupsiege im Team
| Nr. | Datum            | Ort     |
| --- | ---------------- | ------- |
| 1.  | 10. Februar 2019 | Turin 1 |

## Persönliche Bestzeiten
- 500 m      41,257 s (aufgestellt am 30. Januar 2016 in Sofia)
- 1000 m    1:22,602 min. (aufgestellt am 1. November 2019 in Salt Lake City)
- 1500 m    2:11,544 min. (aufgestellt am 7. Oktober 2017 in Dordrecht)
- 3000 m    4:45,619 min. (aufgestellt am 29. Dezember 2018 in Kolomna)